# Numeral
Un numeral és una paraula o símbol (o grup de símbols) que representa un nombre.
Els numerals "1, 2, 3, 4, 5, ..." són numerals aràbics, diferents dels numerals romans "I, II, III, IV, V, ..." però els dos tipus representen els mateixos nombres.
Fins i tot els mateixos símbols a vegades poden representar nombres diferents: 11 és el tres en binari però l'onze en decimal.